# Стела «Город воинской славы» (Ельня)
Па́мятник-сте́ла «Го́род во́инской сла́вы» был открыт 30 августа 2010 года на Советской улице Ельни. Стела установлена в память о присвоении Ельне почётного звания «Город воинской славы».

## История
Ельня — старинная крепость, первое упоминание которой в письменных источниках относится к 1150 году. В ходе Отечественной войны 1812 года, когда в Ельне некоторое время располагался штаб главнокомандующего русской армией М. И. Кутузова, именно здесь был отдан исторический приказ о завершении разгрома врага и об активном его преследовании. Разгрому врага способствовало как ельнинское народное ополчение, так и активное участие в партизанском движении. Но наиболее яркие события в истории города связаны с Великой Отечественной войной, когда Ельнинская земля стала партизанским краем. В ходе Смоленского сражения была проведена Ельнинская операция, завершившаяся 6 сентября 1941 года освобождением Ельни от немецко-фашистских захватчиков. С Ельнинской операцией связывают рождение Советской гвардии: 18 сентября 1941 года приказом наркома обороны № 308 было присвоено звание «гвардейских» наиболее отличившимся в боях соединениям. Окончательно город был освобождён 30 августа 1943 года в результате Ельнинско-Дорогобужской операции. Из 63,5 тысяч жителей города и района на фронт ушло около 25 тысяч, из них 15 тысяч не вернулись. Четырнадцать ельнинцев удостоены звания Героя Советского Союза, четверо стали полными кавалерами ордена Славы. 
Указом Президиума Верховного Совета СССР от 28 июля 1981 года за мужество и стойкость, проявленные защитниками города в годы Великой Отечественной войны, активное участие трудящихся в партизанском движении и успехи, достигнутые в хозяйственном и культурном строительстве, Ельня награждена Орденом Отечественной войны I степени. А после введения в 2006 году почётного звания «Город воинской славы» по инициативе районных депутатов, поддержанной областными органами власти, было направлено представление о присвоении Ельне этого высокого знака отличия, и Указом президента Российской Федерации от 8 октября 2007 года № 1346 почётное звание было присвоено. 7 ноября 2007 года в Екатерининском зале Московского Кремля состоялась церемония вручения грамот о присвоении высокого звания городам, в числе которых была Ельня. 
30 апреля 2010 года Почта России выпустила почтовую марку, а 1 ноября 2011 года Центральным банком России в обращение была выпущена памятная монета «Город воинской славы Ельня» достоинством 10 рублей. 
В соответствии с Указом президента РФ от 1 декабря 2006 года № 1340, в каждом городе, удостоенном этого высокого звания, устанавливается стела, посвящённая этому событию. Архитектурно-скульптурное решение памятной стелы «Город воинской славы» утверждено Российским организационным комитетом «Победа» в 2008 году по результатам открытого всероссийского конкурса, в котором победил проект авторского коллектива в составе: заслуженный архитектор России И. Н. Воскресенский, Г. А. Ишкильдина, В. В. Перфильев, народный художник России С. А. Щербаков. В качестве места для памятника была выбрана Советская улица, чтобы стела составила единый комплекс с мемориальными сооружениями Гвардейской площади и сквера Боевой Славы в центре города. Торжественное открытие памятника в присутствии жителей города и почётных гостей, в том числе губернатора Смоленской области С. А. Антуфьева и ветерана Великой Отечественной войны И. М. Трохина, состоялось 30 августа 2010 года в День города, в рамках мероприятий по празднованию 860-летия города и 67-й годовщины освобождения Ельнинского района от немецко-фашистских захватчиков.
Символ мужества и воинской славы представляет собой полированную  колонну дорического ордера высотой в 10,5 м из карельского гранита (с бронзовыми капителью и базой). Наверху колонны — бронзовый государственный герб России, на постаменте в бронзовом картуше располагается текст Указа Президента РФ о присвоении почётного звания, а на оборотной стороне — бронзовый герб Ельни. С противоположных сторон колонны находятся две гранитные тумбы с бронзовыми барельефами, посвящёнными важным военно-историческим событиям, связанным с присвоением Ельне почётного звания: изображения боевых действий, схема ельнинского выступа, партизанская борьба, народное ополчение. Эти события отражены в экспозиции Ельнинского историко-краеведческого музея, где хранится Меч Победы, вручённый Ельне, как и другим городам воинской славы, 9 июня 2022 года в зале Славы Музея Победы в парке Победы на Поклонной горе в Москве. Изготовленный в Златоусте меч покрыт золотом высшей 999,9 пробы и инкрустирован уральскими самоцветами — гранатами, символизирующими пролитую кровь, и голубыми топазами, которые считаются символом мира. Длина мечей составляет 1,2 метра, вес — более пяти килограммов. На клинке, украшенном растительным орнаментом, высечены знаменитые слова князя Александра Невского: «Кто с мечом к нам придет, тот от меча и погибнет». Ранее, в апреле 2015 года, аналогичные Мечи Победы были переданы на вечное хранение городам-героям. Мемориальный комплекс со стелой — место проведения торжественных мероприятий, посвящённых Дню города, дням воинской славы России, Дню защитника Отечества и Дню Победы. 

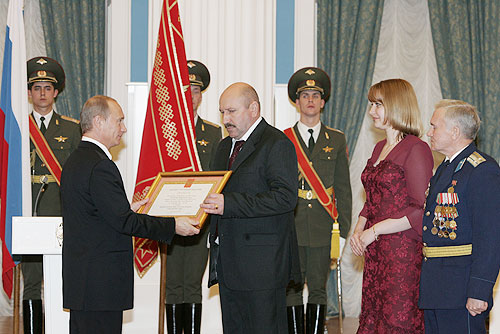
Вручение президентом представителям Ельни грамоты о присвоении почётного звания
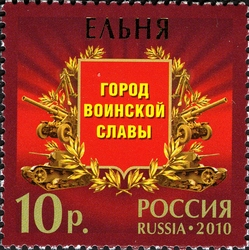
Памятная марка, посвящённая городу воинской славы
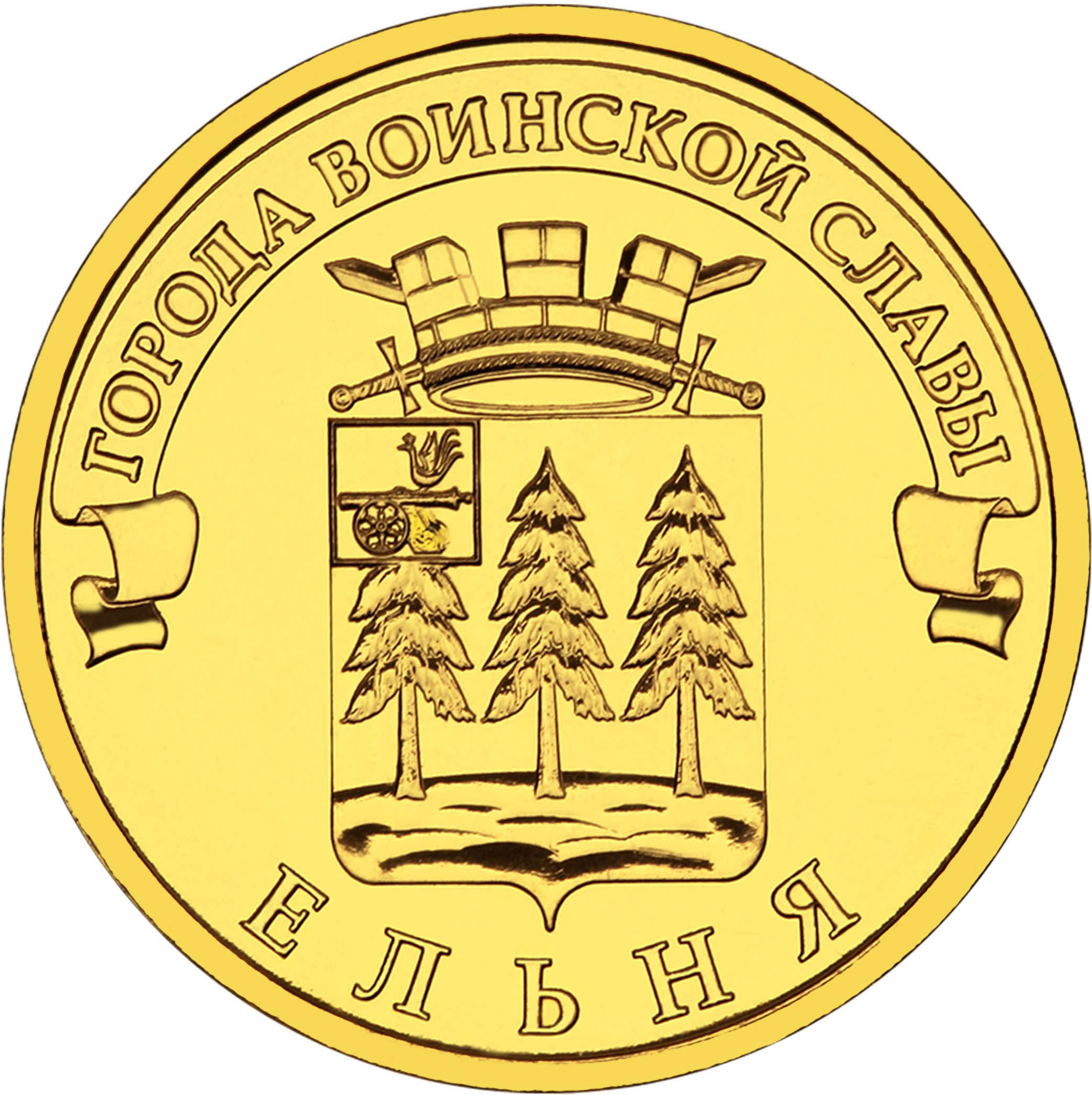
Изображение герба города воинской славы на монете